# Loi Taileng

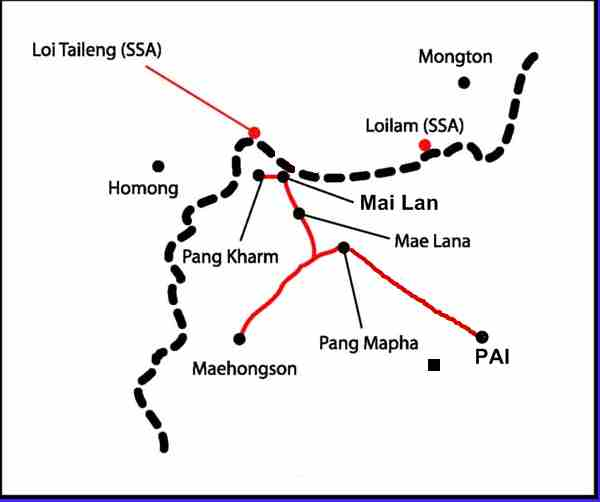
Lage von Loi Taileng

Loi Taileng (Shan:လွႆတႆးလႅင်, Thai:ดอยไตแลง ausgesprochen doi dtai lääng) ist das Hauptquartier der Shan State Army-South im südwestlichen Shan-Staat von Myanmar. Es liegt gegenüber der thailändischen Provinz Mae Hong Son, Amphoe Pang Mapha. Loi Taileng war Schauplatz schwerer Gefechte zwischen der Shan State Army-South und der United Wa State Army.
Jedes Jahr am 7. Februar findet der Shan National Tag in Loi Taileng statt. Das Restoration Council of Shan State (Kurz RCSS) feiert den Tag mit Militärparaden und Zeremonien. Am folgenden Tag finden Konzerte für die Truppen statt. Internationale Beobachter, Diplomaten und Journalisten besuchen den Event an der thailändischen Grenze. Der Name Loi Taileng bedeutet Berg von Shan Licht.
Durch die nahe Grenze zu Thailand ist Loi Taileng stark auf dieses Land ausgerichtet. Der Thai Baht gilt als Zahlungsmittel und die Uhren werden nach Bangkok Zeit gestellt. Auch erfolgt die Kommunikation wie Mobile von thailändischen Providern aus.